# Michael Wilson (político canadense)
Michael Holcombe Wilson (4 de novembro de 1937 —  10 de fevereiro de 2019) foi um diplomata, político e líder empresarial canadense.
Wilson morreu de câncer em 10 de fevereiro de 2019.